# آر. پراگناناندا
رامِشبابو پِراگناناندا (به زبان هندی: रमेशबाबू प्रज्ञाननंद - رامیشبابو پراگیانِند زاده ۱۰ اوت ۲۰۰۵) استادبزرگ شطرنج اهل هند است. پراگناناندا که در کودکی یک اعجوبه شطرنج شناخته شد، در جام جهانی شطرنج ۲۰۲۳ مقام دوم را کسب کرد و پس از ویسواناتان آناند، تنها هندی است که در مسابقات شطرنج تاتا استیل برنده شده است. او همچنین عضوی از تیم هند بود که در بازی‌های آسیایی ۲۰۲۲ در بخش تیمی مردان مدال نقره و در چهل و پنجمین المپیاد شطرنج در سال ۲۰۲۴ مدال طلا در بخش آزاد را کسب کرد.

## اوایل و زندگی شخصی

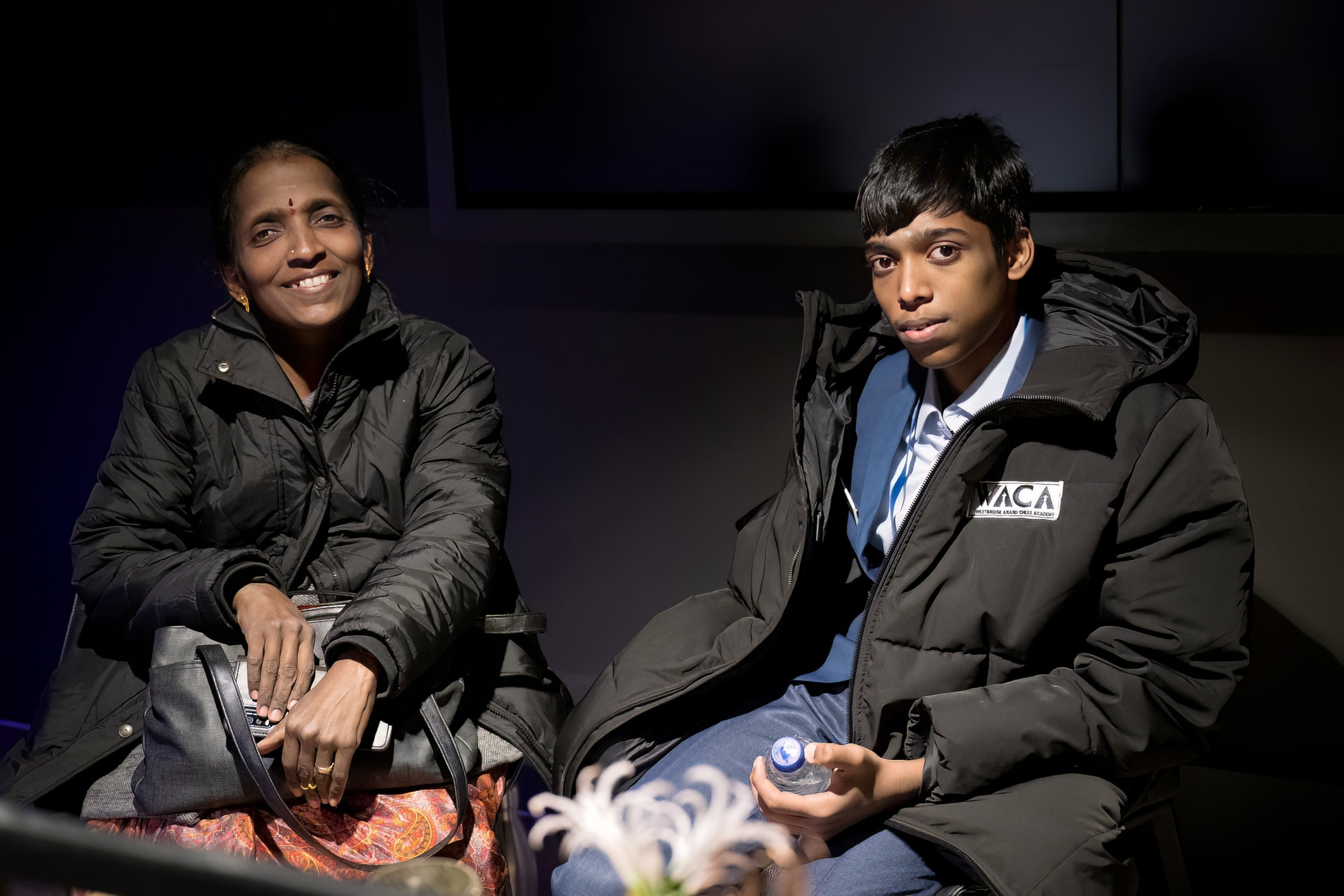
پراگناناندا (سمت راست) با مادرش، ناگالاکشمی (سمت چپ)

پراگناناندا در ۱۰ اوت ۲۰۰۵ در یک خانواده تامیل زبان در چنای، تامیل نادو، متولد شد. پدرش، رامشبابو، به عنوان مدیر شعبه در بانک TNSC کار می‌کند، و مادرش، ناگالاکشمی، خانه‌دار است که اغلب پراگناناندا را در سفرهایش برای مسابقات همراهی می‌کند.
پراگناناندا و خواهر بزرگترش وایشالی اولین برادر و خواهری در تاریخ هستند که هر دو عنوان استاد بزرگی را کسب کرده‌اند، او در سال ۲۰۱۸ و خواهرش در سال ۲۰۲۳ به این افتخار دست یافتند. آنها همچنین اولین برادر و خواهری هستند که به مسابقات کاندیداتوری راه یافته‌اند.
پراگناناندا علاوه بر شطرنج، در اوقات فراغت خود از بازی تنیس روی میز و تماشای کریکت لذت می‌برد.